# Brzanka purpurowa
Brzanka purpurowa (Pethia nigrofasciata) – gatunek słodkowodnej ryby z rodziny karpiowatych (Cyprinidae).

## Występowanie
Południowy Cejlon.

## Charakterystyka
Ciało jej jest krótsze niż brzanki różowej i ubarwione żółtawo. Na tle ogólnej barwy znajdują się 3 lub 4 matowe, czarne poprzeczne pręgi w kształcie klina. Głowa jest purpurowa. Srebrzyste brzegi łusek tworzą na tułowiu podłużne rzędy świecących punkcików. Samiec jest ubarwiony intensywniej. W okresie godowym pręgi na jego tułowiu przybierają barwę głębokiej czerni; taką samą barwę przyjmują również płetwy grzbietowe i brzuszne. Płetwa ogonowa jest szaroczarna. Ta spokojna ryba jest bardzo towarzyska; prowadzi stadny tryb życia.

## Warunki w akwarium
| Zalecane warunki w akwarium | Zalecane warunki w akwarium          |
| --------------------------- | ------------------------------------ |
| Zbiornik                    | średni lub duży                      |
| Temperatura wody            | 22–26 °C                             |
| Twardość wody               | miękka, średnio twarda 4–16°n        |
| Skala pH                    | ok. 6–7,5                            |
| Pokarm                      | żywy i suchy, z dodatkiem roślinnego |

## Wymagania hodowlane
Brzanka purpurowa powinna być trzymana w dużych lub średniej wielkości zbiornikach z bogatą obsadą roślinną. Dobrze się czuje w półcieniu oraz w zwykłej, ale czystej wodzie o temperaturze 22 °C.

## Rozmnażanie
Do urządzenia tarliska niezbędna jest stosunkowo miękka woda o temperaturze 26 °C oraz rośliny z delikatnymi liśćmi. Podczas tarła partnerzy przyciskają się silnie do siebie, samiec uderza płetwą ogonową o grzbiet samicy, po czym ryby rozdzielają się, a zapłodnione jaja opadają na podłoże. Pomyślny wynik rozmnażania zależy od właściwego doboru pary hodowlanej. Po 24–36 godzinach z ikry wykluwa się wylęg, który początkowo jest bardzo wrażliwy na nagłą zmianę wody.